# Pupitre de sainte Radegonde

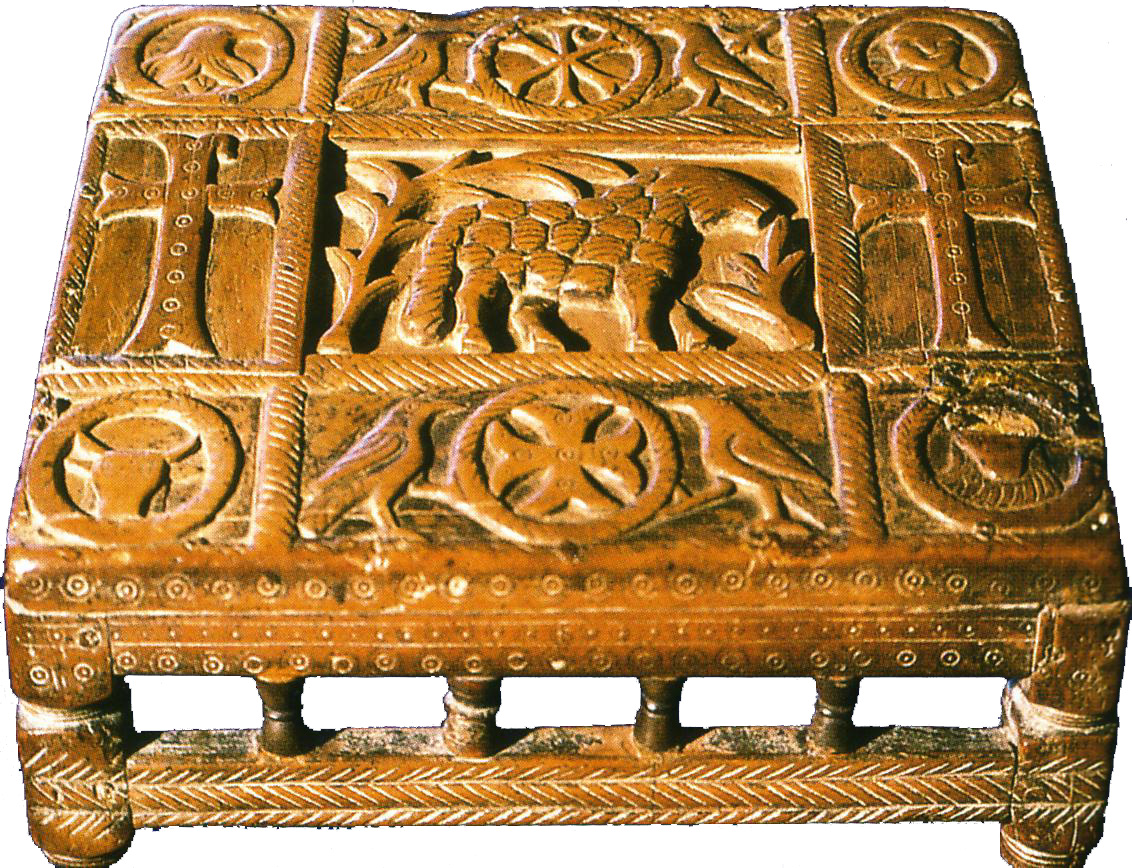
Pupitre de sainte Radegonde

Le pupitre de sainte Radegonde est le plus vieux meuble français identifié. Il est officiellement daté du VIe siècle. Il est parfois appelé repose-tête, et nommé en rapport à Radegonde de Poitiers.

## Description
C'est un petit meuble en bois sculpté, pièce essentielle du trésor du monastère Sainte-Croix à Poitiers dans la Vienne.
Il est constitué d'un panneau sculpté incliné, porté par de petits balustres tournés.
Son décor en relief reprend divers motifs christiques (chrisme, croix grecque, croix pattée accostée de colombes et Agneau mystique) ainsi que le symbole des quatre évangélistes (Aigle de saint Jean, Bœuf de saint Luc, Homme de saint Matthieu, Lion de saint Marc).
Ses dimensions sont 26 centimètres de long pour 20 de large et 16 de haut.